# Evangelische Kirche (Breitenbach)

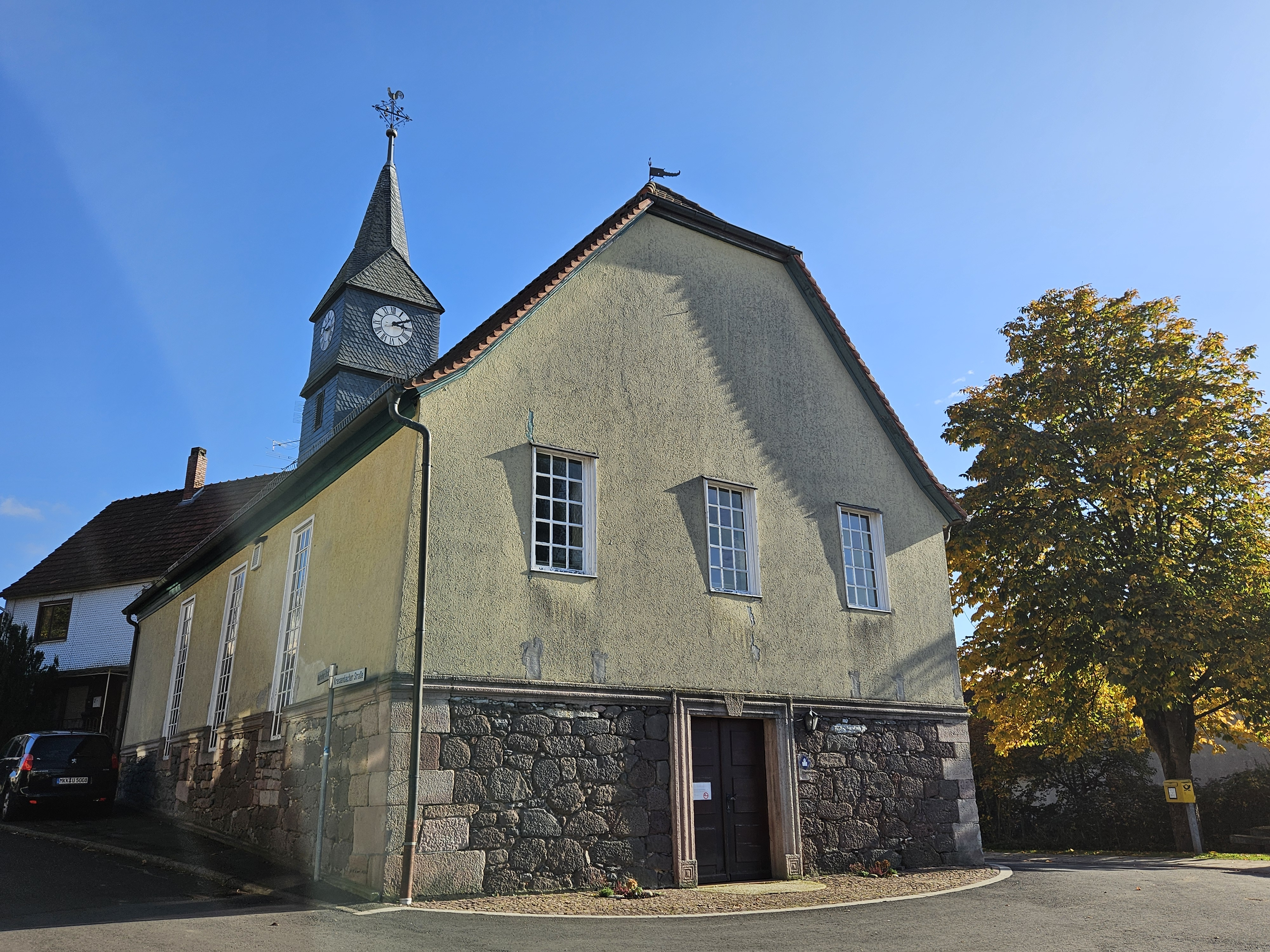
Außenansicht (2024)

Die evangelische Kirche ist ein ortsbildprägendes Kirchengebäude in Breitenbach, einem Stadtteil von Schlüchtern im Main-Kinzig-Kreis, (Hessen). Die Kirchengemeinde am Landrücken Kinzigtal des Kirchenkreises Kinzigtal im Sprengel Hanau-Hersfeld gehört zur Evangelischen Kirche von Kurhessen-Waldeck.

## Geschichte

### Frühe kirchliche Strukturen

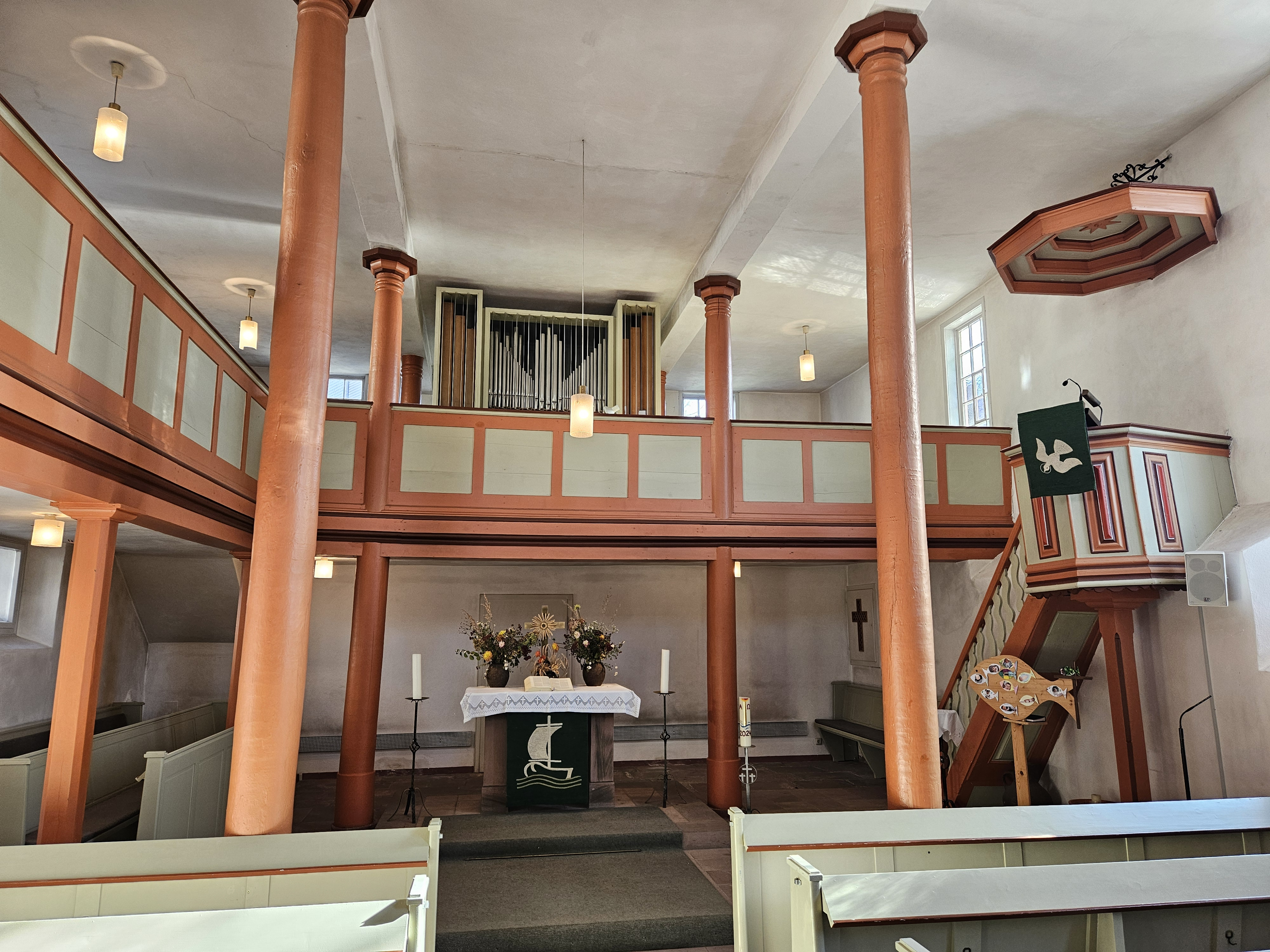
Altar unter der Orgelempore, Kanzel an der freien Wand, drei der vier Paare Deckenstützen

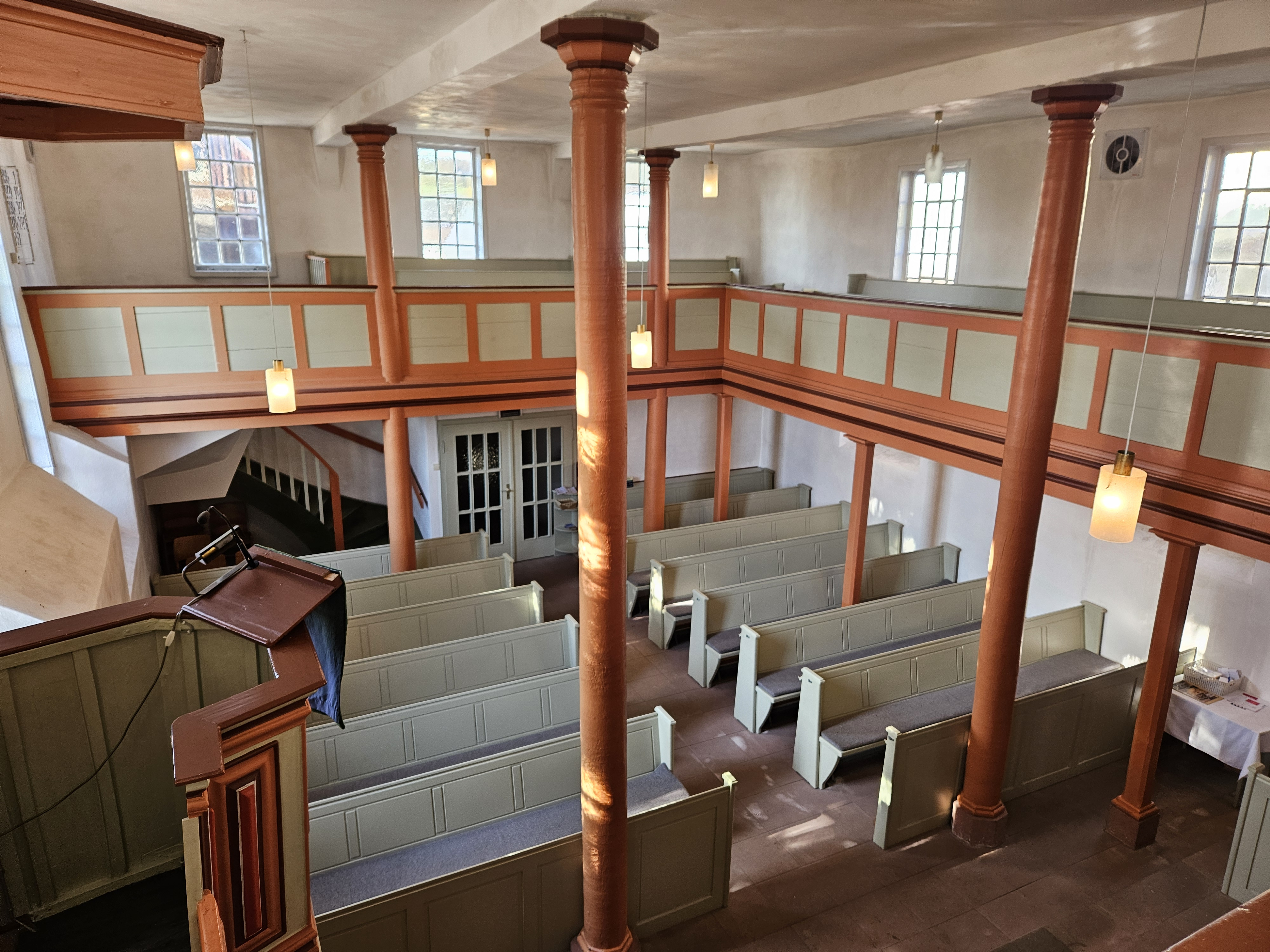
Blick von der Orgelempore, zwei der vier Paare Deckenstützen

Das kirchliche Leben in Breitenbach war über Jahrhunderte eng mit dem Kloster Schlüchtern verbunden. Breitenbach wurde erstmals 1167 urkundlich erwähnt, als es in den Besitz des Klosters überging. Zu dieser Zeit gab es noch keine eigene Kirche im Ort. Gottesdienste und andere kirchliche Handlungen wurden von Mönchen oder Pfarrern aus Schlüchtern in der Kapelle des benachbarten Kressenbach durchgeführt.
Nach der Einführung der Reformation im Schlüchterner Land durch Abt Petrus Lotichius im Jahr 1543 entstanden eigenständige Kirchengemeinden. Breitenbach blieb jedoch zunächst Filialgemeinde der Mutterkirche Schlüchtern und wurde 1577 Teil eines Kirchspiels mit Elm und Kressenbach, das durch den zweiten Pfarrer von Schlüchtern betreut wurde.

### Entstehung einer eigenen Kirche
Die wachsende Bevölkerung und die damit verbundene Arbeitslast für die Geistlichen führten im frühen 18. Jahrhundert zu einer Neuordnung der Kirchspiele. Ab 1719 gehörte Breitenbach zum neuen Kirchspiel Wallroth. Dennoch blieb Breitenbach lange ohne eigene Kirche. Stattdessen besuchten die Breitenbacher weiterhin die Kirche in Kressenbach, wo sie einen festen Platz, den sogenannten Kirchenstand, hatten.
Erst 1710 wurde in Breitenbach eine Schulstelle eingerichtet, die auch als Betraum diente. Diese Nutzung führte dazu, dass die Breitenbacher schließlich eine Genehmigung zum Umbau ihres Schul- und Bethauses in ein Kirchengebäude erhielten. Nach mehreren Anträgen und Konflikten mit den Nachbargemeinden konnte die Kirche 1782 eingeweiht werden.

### Entwicklung im 19. und 20. Jahrhundert
Die Kirche diente bis 1838 weiterhin als Schulhaus, erst mit dem Bau eines neuen Schulgebäudes wurde sie ausschließlich für kirchliche Zwecke genutzt. Ein kleiner Dachreiter ohne Glocke wurde zunächst als Turm genutzt. 1823 erhielt die Gemeinde eine Glocke aus dem Kloster Schlüchtern. Diese musste 1888 ersetzt werden, nachdem sie gesprungen war.
Die Kirchengemeinde erlebte im 20. Jahrhundert mehrere strukturelle Veränderungen. 1930 wurden alle Dörfer im Kirchspiel gleichgestellt, und nach dem Zweiten Weltkrieg entwickelte sich eine besondere ökumenische Zusammenarbeit. So feierte der katholische Pfarrer von Ulmbach bis 1950 sonntäglich Gottesdienste für die katholischen Flüchtlinge in der evangelischen Kirche.

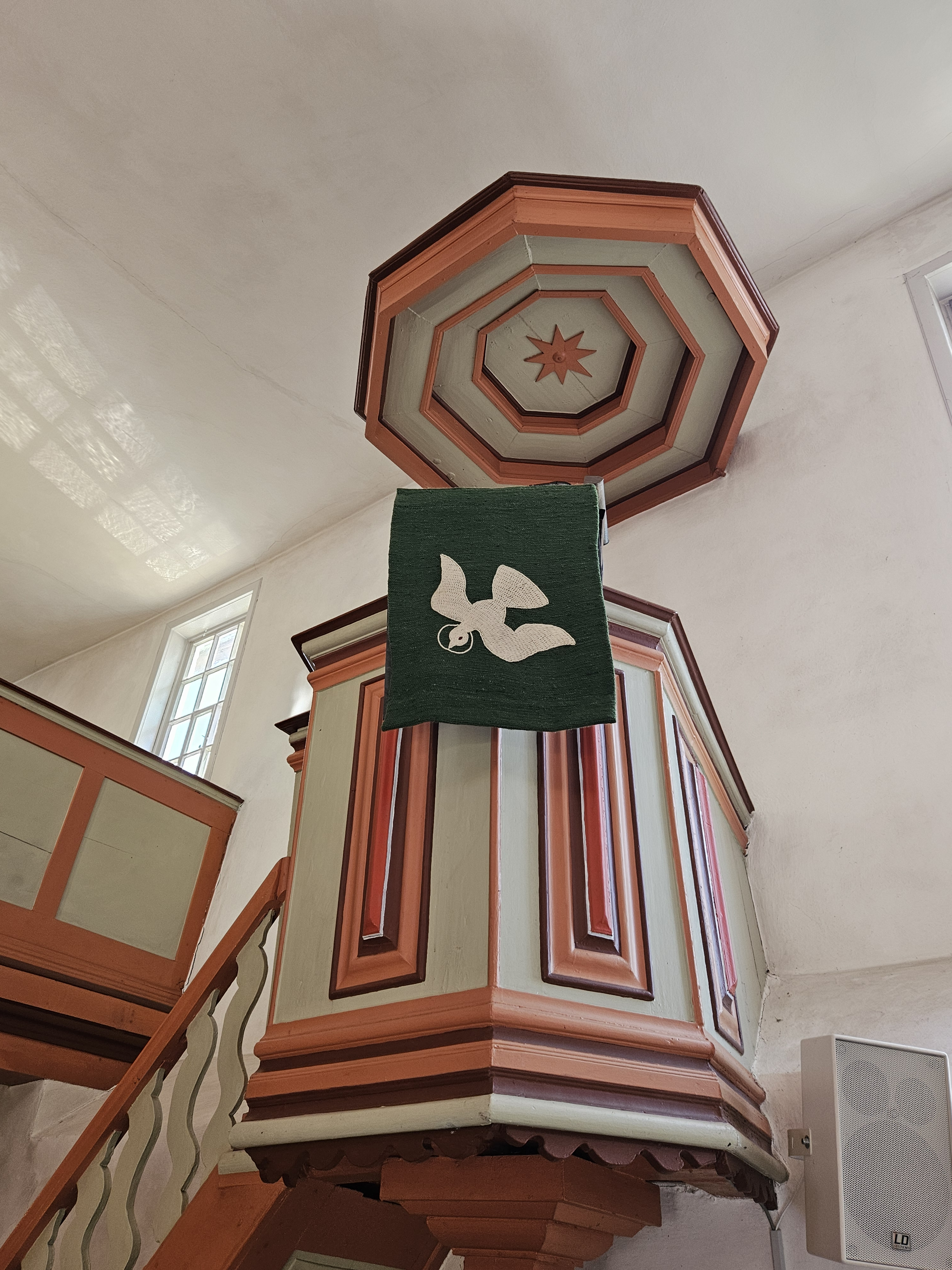
Kanzel (2024)

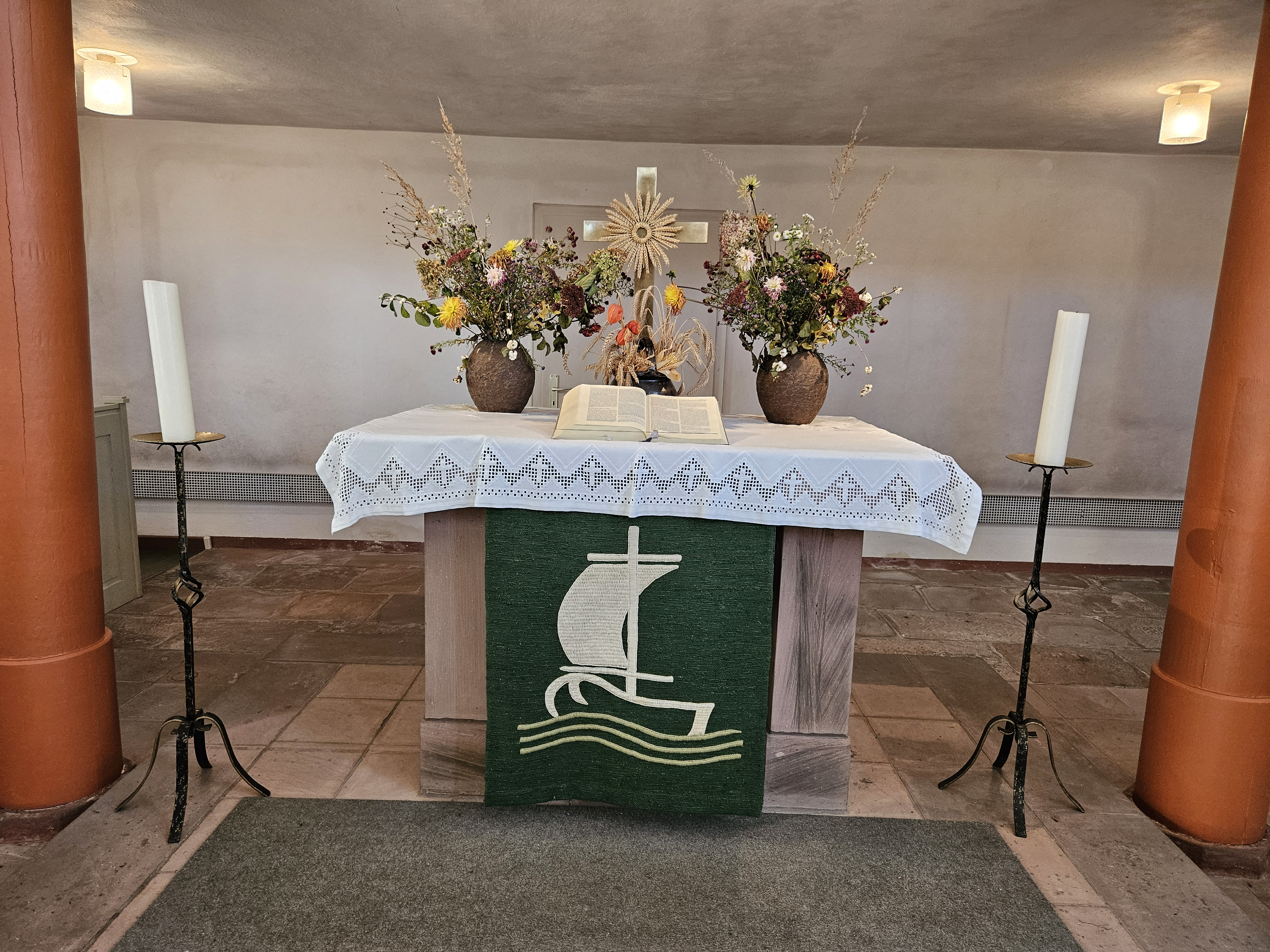
Altar (2024)

Zwischen 1954 und 1956 wurde die Kirche außen- und innenrenoviert. 1964 wurden eine elektrische Beleuchtung und Heizung installiert. Ende der 1980er Jahre wurden das Dach neu gedeckt und der Dachreiter neu verschiefert. Eine zweite Wetterfahne wurde wiederhergestellt. Der Innenraum wurde auch umgestaltet und erhielt die heutige Farbgebung. 1991 waren die Arbeiten abgeschlossen. Zwischen 2002 und 2003 wurde die Kirche letztmalig renoviert. Grund dafür war ein Schwammbefall, welcher sich ausgebreitet hatte.

## Architektur
Die Kirche Breitenbach ist ein zweigeschossiges Gebäude mit massivem Unterbau aus Feldsteinen und einem Fachwerk-Oberbau, welcher verputzt ist. Der rechteckige Bau misst etwa 10 × 20 Meter. Die schlichte, rechteckige Eingangstür im Westen besitzt ein Sandsteinportal. Ein umlaufendes Sandsteingesims trennt den Unterbau vom Obergeschoss.
Der Innenraum der flachgedeckten Hallenkirche ist schlicht gehalten, die Fenster rechteckig. Viele Holzteile sind in rot-orange Farben gestrichen. Eine dreiseitigen Empore erstreckt sich entlang einer Längswand und beiden Stirnwänden. Die Kanzel an der freien Längswand ist mit einem Schalldeckel und einem Stern geschmückt und gehört zur ursprünglichen Ausstattung aus dem späten 18. Jahrhundert.
Die beiden Unterzüge der Decke werden von vier Paar hölzernen Pfeilern mit Kapitellen getragen, ein Paar steht frei in der Nähe der Raummitte, zwei Paare tragen gleichermaßen die Querarme der Empore. Das vierte Paar steht beiderseits der Orgel auf einer Wand, die das Erdgeschoss begrenzt.

## Ausstattung
Die Ausstattung der Kirche ist schlicht und funktional, typisch für reformierte Traditionen.
Der Altar besteht aus schlichtem Sandstein mit einem darüberliegenden Altartuch. Die hölzerne Kanzel ist kunstvoll mit Schnitzereien verziert. Eine dreiseitige Empore dominiert den Innenraum. Sie war ursprünglich den wohlhabenderen Gemeindemitgliedern vorbehalten. Die Holzbrüstungen der Empore sind schlicht gehalten, zeigen aber vereinzelt Inschriften und Ornamentik.

## Orgel
Im Jahr 1801 wurde ein „kleines Orgelwerk“ durch Johann Georg Oestreich aus Oberbimbach errichtet. Die Disposition der Orgel ist nicht bekannt. 1917 wurden die Prospektpfeifen zu Kriegszwecken abgeliefert. 1921 folgt ein Neubau von G. F. Steinmeyer & Co aus Oettingen. Das Werk besaß 10 Register auf zwei Manualen und Pedal. Das Prospekt bestand aus drei nachklassizistischen Feldern. Die spätromantische Orgel hatte eine pneumatische Traktur und Taschenladen.  Im Jahr 1966 baute Hey Orgelbau aus Urspringen/Rhön die Orgel um, wobei viele romantische Register verschwanden – das komplette zweite Manual wurde mit neuen Registern ausgestattet.

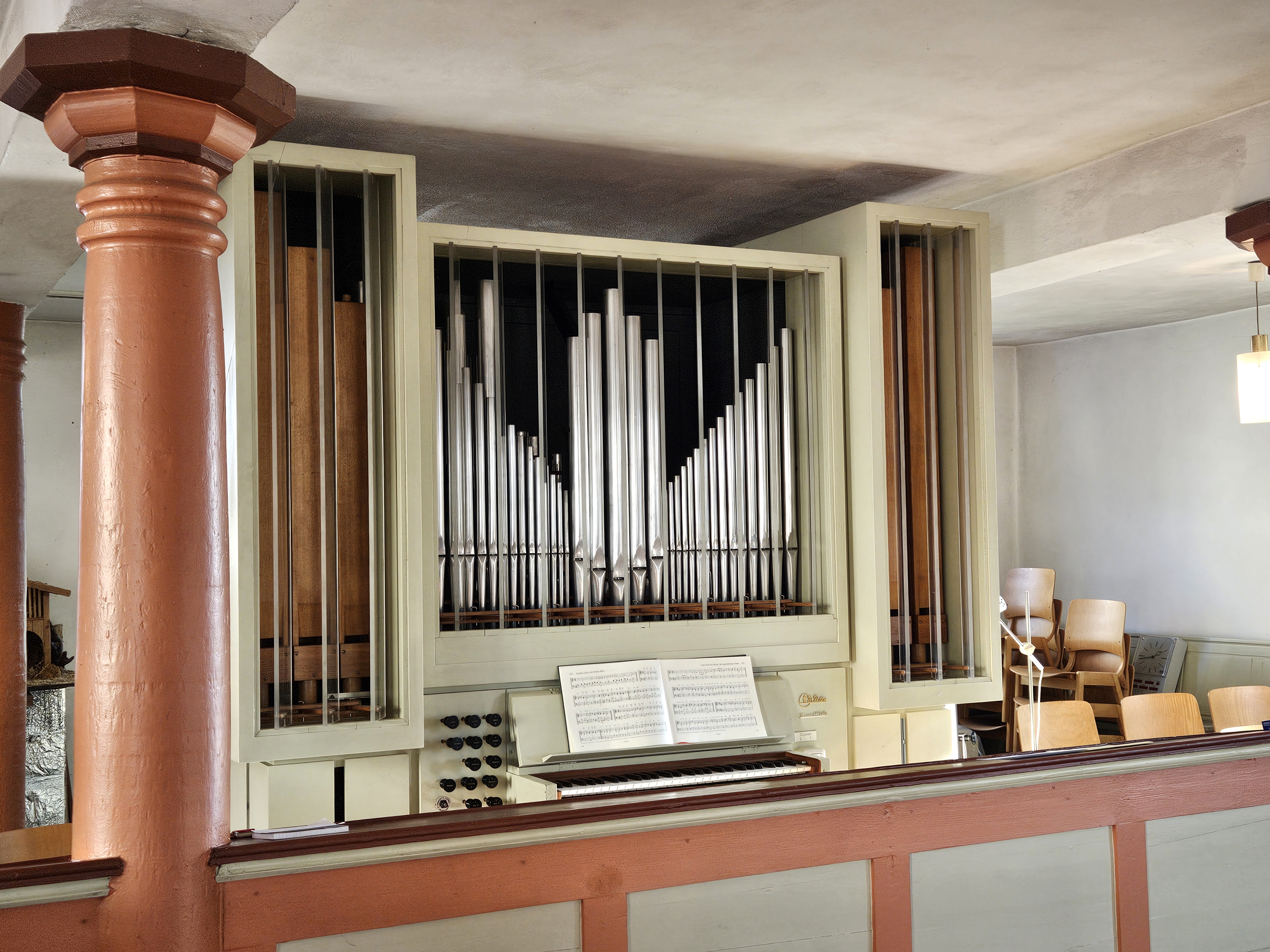
Willi-Peter-Orgel (2024)

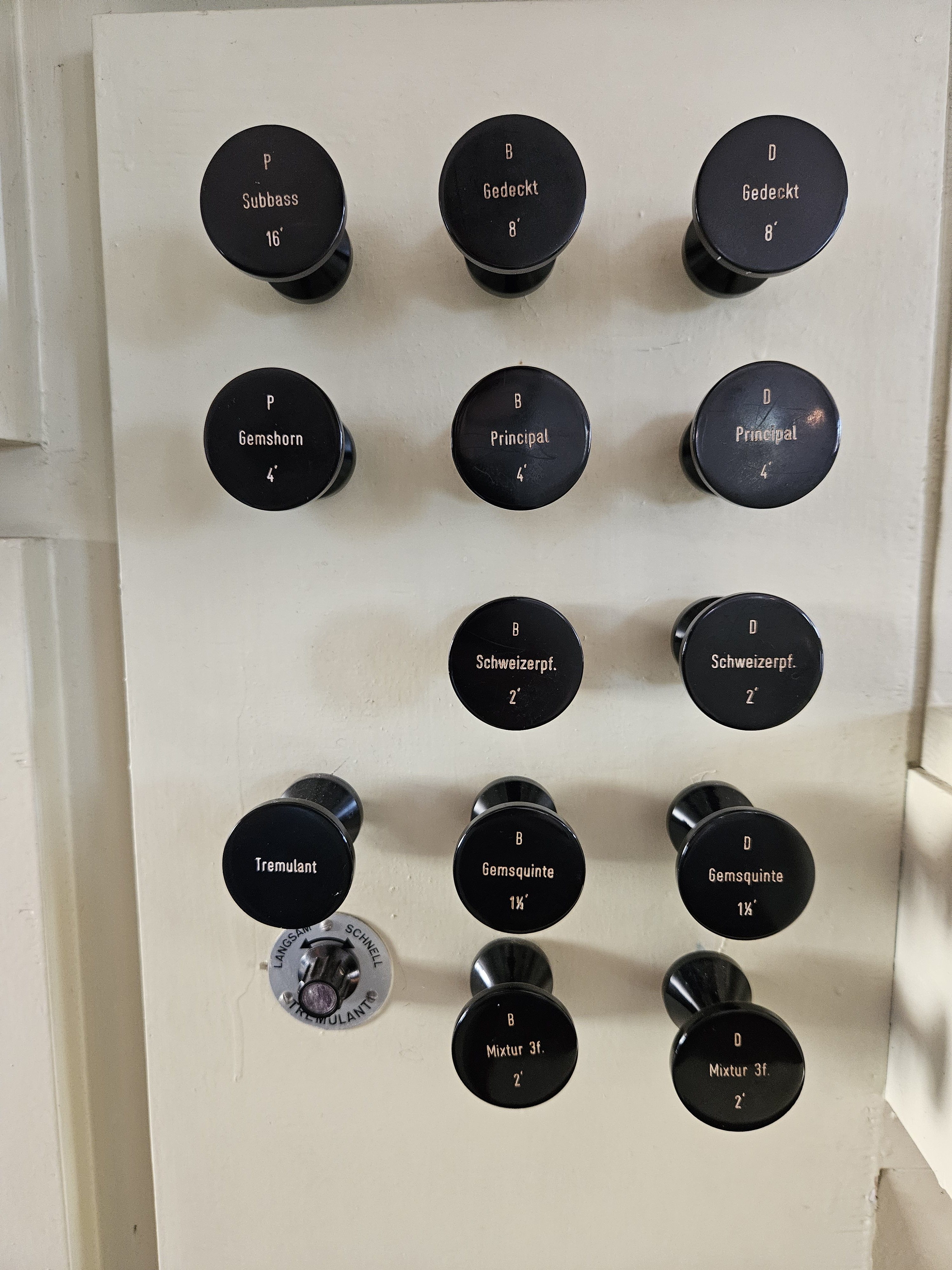
Registerzüge der Orgel (2024)

Trotz des Umbaus gab es anhaltende Probleme, sodass im Jahr 1973 ein Orgelneubau durch Willi Peter aus Köln erfolgte. Das Werk ist etwas kleiner als die alte Orgel. Die Disposition stammte vom Pfarrer und Orgelsachverständigen Ernst Karl Rößler aus Hohenzell. Die mechanische Schleifladenorgel besitzt geteilte Schleifen und ein modernes Prospektgehäuse mit einem Glasjalousieschweller. Sie hat 7 Register auf einem Manual und Pedal. Das Gemshorn 4’ wurde erst später eingebaut. Die alte Steinmeyer-Orgel aus dem Jahr 1921 wurde an eine Kirchengemeinde in Köln verkauft. Im Jahr 2015 reinigte und überholte Hoffmann und Schindler aus Ostheim vor der Rhön die Orgel.
| Manual (schwellbar) C–g3   |       |     |
| Musiziergedeckt            | 8′    | B/D |
| Principal                  | 4′    | B/D |
| Rohrschweizerpfeife        | 2′    | B/D |
| Überblasene Rohrgemsquinte | 1 ⁄3′ | B/D |
| Mixtur III                 | 2′    | B/D |
| Tremulant                  |       |     |

| Pedal C–f1 |     |
| Subbass    | 16′ |
| Gemshorn   | 04′ |

- Koppeln: I/P
- Schleifenteilung bei h0/c1

## Glocken

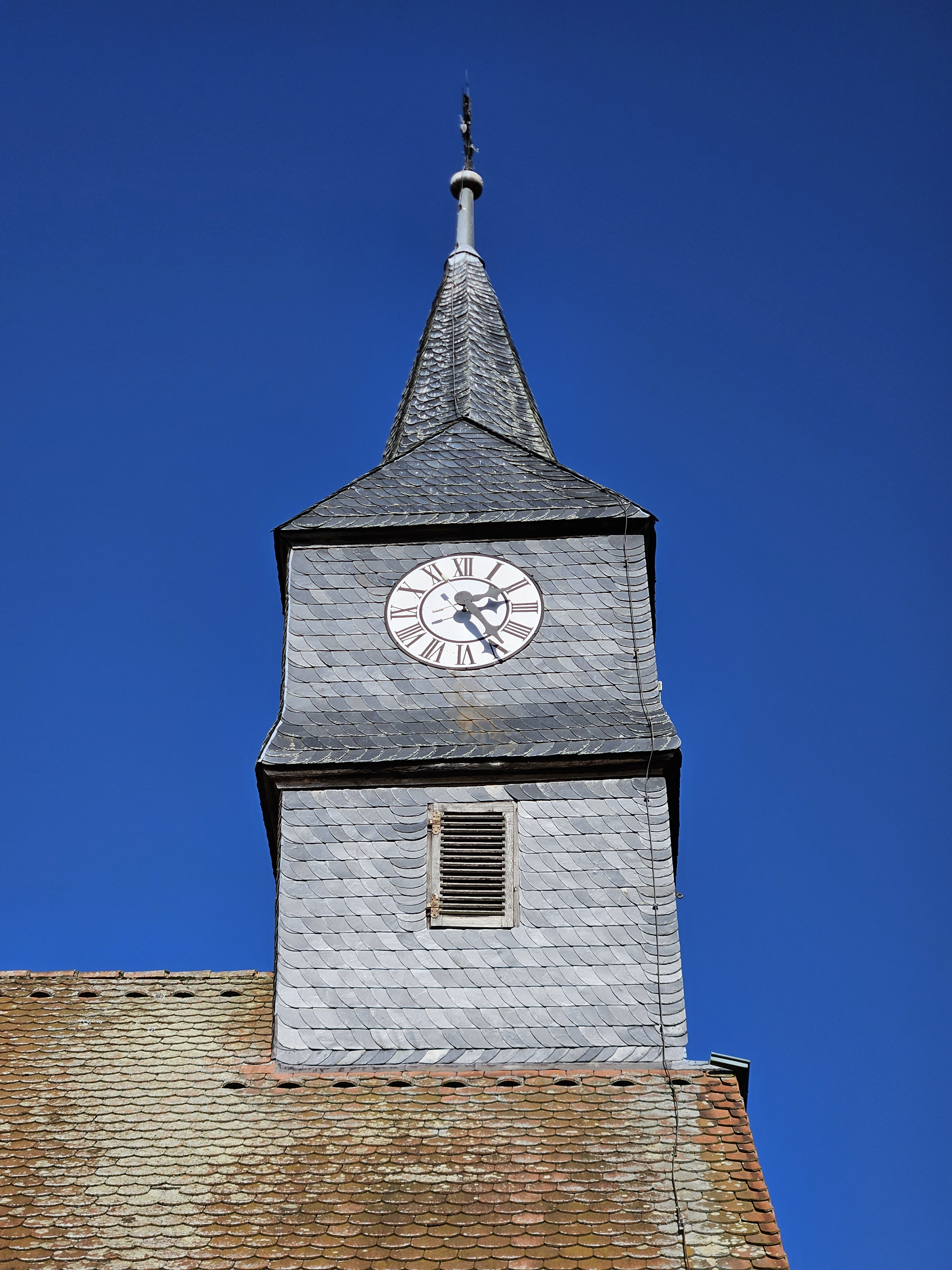
Dachreiter (2024)

### Glockengeschichte
Die erste Glocke wurde 1823 aus dem Kloster Schlüchtern übernommen. 1888 musste sie ersetzt werden, da sie bei einem Trauergeläut zum Gedächtnis des verstorbenen Kaiser Wilhelm I. einen Riss bekommen hatte.
Die neue Glocke wurde 1889 von der Glockengießerei Bach in Windecken gegossen. 1948 zersprang auch diese Glocke, sodass sie nicht mehr verwendet werden konnte. Im Jahr 1922 wurde eine zweite Glocke hinzugefügt, um die Nutzung zu erweitern. Diese Glocke musste im Zweiten Weltkrieg als Metallspende des deutschen Volkes zur Umarbeitung in Kriegsgerätschaften abgegeben werden.

### Aktuelles Geläut
Im Jahr 1950 erwarb die Gemeinde nach langen Beratungen ein neues Geläut aus zwei Bronzeglocken. Die beiden Glocken mit den Schlagtönen ais und cis wurden von der Firma Rincker aus Sinn gegossen.

## Kirchengemeinde
Seit 2005 gehörte Breitenbach zur vereinten Kirchengemeinde Wallroth-Breitenbach-Kressenbach. 2021 vereinigte sich die Gemeinde zusammen mit der Kirchengemeinde Hintersteinau zur Evangelischen Kirchengemeinde am Landrücken Kinzigtal mit Wallroth, Breitenbach, Kressenbach sowie Hintersteinau, Reinhards und Ulmbach. Zusammen mit den Kirchengemeinden Steinau (Reinhardskirche, Katharinenkirche) mit Seidenroth und Marborn, der Kirchengemeinde am Kirchengemeinde Bad Soden-Salmünster mit Salmünster (Versöhnungskirche) und Bad Soden (Erlöserkirche) und der Kirchengemeinde Hohenzell, Ahlersbach, Bellings (Elisabethkirche) bildet die Gemeinde den Kooperationsraum Bergwinkel.